# Horváth Zsuzsa (prímás)
Horváth Zsuzsa (Pomáz, 1943. március 6. – Budapest, 2015. február 18.) a világon egyedülálló női cigányprímás.

## Életpályája
Zenész dinasztia sarjaként született. A hegedülés alapjait autodidakta módon sajátította el, majd édesapja, Horváth Gyula zenekarvezető, prímás tanította. Kilenc évesen már 120 magyar nótát tanult meg. Apja halála után Boross Lajos Kossuth-díjas prímáskirály növendéke lett, majd 1953-ban a Rajkó Zenekar alapító tagja volt.
Ötvenöt évet töltött a színpadon. Pályája során Budapest legpatinásabb szállodáinak, éttermeinek prímása lett 6-7 tagú zenekarával. Egy színpadon állhatott Jávor Pállal, Tompa Pufival, Gyurkovics Máriával, Kalmár Pállal, László Imrével, Latabár Kálmánnal. A csodacsatár című nagy sikerű magyar filmben is muzsikált. Az 1960-as évek közepén a Czinka Panna című filmsorozat főszereplője volt.
A hazai újságok címlapján is sokat találkozhattak Horváth Zsuzsával. „Szárnyra kapta a világhír” és ehhez hasonló főcímekkel a híradások is tudósítottak nem csak magyarországi sikereiről. Játszott Helsinkiben és Varsóban, ahol VIT-díjat kapott (Világifjúsági Találkozó). Meghívásra eljutott a Buckingham-palotába II. Erzsébet királynőhöz és a királyi család számos tagja előtt szerepelt. A svéd királyi családnak is hegedült. Játszott Jakartában, Szingapúrban, Franciaországban, Bulgáriában, Németországban, Hollandiában és Ausztriában is. Mégis egy riportjában így fogalmazott: „Forróbbak az itthoni tapsok”.
1963-ban született Zsuzsanna lánya, 1971-ben Erika lánya és 1978-ban András fia.
Utolsó éveiben a 100 Tagú Cigányzenekarban hegedült, ahol fiát, a népszerű Tolnai András nótaénekest is kísérte. A színpadi fellépések mellett rendszeresen oktatott is: tanítványa volt mások mellett Mága Zoltán hegedűművész és Roby Lakatos világhírű művész is.
2019-ben szobrot állítottak tiszteletére a VIII. kerületi Muzsikus cigányok parkjában. 2022-ben posztumusz Pomáz díszpolgára lett.